# Einkehrtag
Einkehrtag (oft auch im Plural Einkehrtage) ist die Bezeichnung für eine kürzere Zeit der Besinnung und des Gebetes, eben der inneren Einkehr, manchmal auch in Anlehnung an die Gestaltung von Exerzitien. In der evangelischen Kirche spricht man von Rüstzeiten.
Einkehr- oder Besinnungstage werden häufig von der katholischen Kirche von Klöstern, Exerzitienhäusern oder auch Pfarreien angeboten. Auch Verbände wie das Kolpingwerk oder die Katholische Frauengemeinschaft Deutschlands (KFD) laden häufig zu Einkehrtagen ein.

## Ablauf
Die Tage finden oft unter der Leitung eines Priesters statt. Die Tage beinhalten je nach Ausrichtung Gottesdienste, Bibelgespräche, Impulsvorträge, Meditationen, Gespräche anhand vorher ausgegebener Denkanstöße oder kreative Angebote. Häufig werden die Tage in größtmöglicher Stille verbracht. Die Dauer solcher Angebote kann von einem einzelnen Tag über ein verlängertes Wochenende bis zu einer Woche reichen.
Von Exerzitien grenzen sich Einkehrtage durch die im Allgemeinen kürzere Dauer und die gelockerte Form ab. Während Exerzitien durch Stillschweigen, intensive Meditationszeiten und mitunter auch Fasten gekennzeichnet sind, können Einkehrtage je nach teilnehmender Gruppe in einem Wechsel von geistlichen Impulsen und anderen Angeboten gestaltet werden. Dadurch können Einkehrtage für interessierte Christen auch einen Einstieg in längere oder asketischer gestaltete Exerzitien bilden.